# عين الثدييات
تمتلك الثدييات إجمالًا عينين اثنين. لا تكون حدة الإبصار لديها ممتازة بقدر ما هي عليه لدى الطيور، ومع ذلك، تمتلك معظم أنواع الثدييات رؤية ثنائية اللون، وتمتلك بعض الأسر (مثل القردة العليا) إدراكًا بصريًا ثلاثي الألوان.
تتراوح أبعاد مقلة العين بين 1-2 ملم فقط بين البشر، ويبلغ المحور العمودي حوالي 24 ملم، بينما يكون المحور المستعرض أكبر. يبلغ طولها عند الولادة عمومًا 17 مم، وقد تصل حتى 22.5-23 ملم في عمر ثلاث سنوات. بين هذا السن وسن 13، تبلغ العين حجمها النهائي. تزن العين حوالي 7.5 غرام ويصل حجمها إلى 6.5 مل.

## طبقات العين الثلاث
تقسم عين الثدييات إلى ثلاث طبقات رئيسية تعكس أسماؤها وظائفها الأساسية: الغلالة الليفية، والغلالة الوعائية، والغلالة العصبية.
- الغلالة الليفية المعروفة أيضًا باسم الغلالة الليفية للمقلة، وهي الطبقة الخارجية لمقلة العين التي تتكون من القرنية والصلبة،[4] وهي ما يعطي صلبة العين لونها الأبيض. تتكون الغلالة الليفية من نسيج ضام كثيف مليء ببروتين الكولاجين الذي يؤمن الحماية لمكونات العين الداخلية ويحافظ على شكلها.[5]
- الغلالة الوعائية المعروفة أيضًا باسم الغلالة الوعائية للمقلة أو العنبة، وهي الطبقة الوعائية الوسطى وتشمل القزحية، والجسم الهدبي، والمشيمية.[4][6][7] تحتوي المشيمية على أوعية دموية تزود خلايا الشبكية بالأكسجين الضروري وتخلصها من نواتج التنفس. تمنح المشيمية كذلك العين الداخلية لونًا داكنًا، ما يمنع ضياع الانعكاسات داخل العين. يرى الناظر القزحية بدلاً من القرنية عند النظر مباشرة في العين نظرًا لشفافية الأخيرة. يكون لون الحدقة (الفتحة المركزية للقزحية) أسود لعدم وجود ضوء ينعكس من العين الداخلية. باستخدام منظار العين، يمكن للمرء أن يرى قاع العين، وكذلك الأوعية (التي توفر تدفق دم إضافي لشبكية العين) وخاصة تلك التي تعبر القرص البصري (النقطة التي تغادر فيها الألياف العصبية البصرية من مقلة العين) بالإضافة لأشياء أخرى.[8]
- الغلالة العصبية المعروفة أيضًا باسم الغلالة العصبية للمقلة، وهي الطبقة الحسية الداخلية التي تشمل الشبكية.[4][7]

- للشبكية دور في الرؤية، إذ تحتوي على خلايا حساسة للضوء هي العصي والمخاريط وخلايا عصبية مرتبطة بها. لزيادة الرؤية وامتصاص الضوء، تأخذ شبكية العين شكل طبقة رقيقة نسبيًا (ولكنها منحنية). عليها نقطتان مختلفتان هما اللطخة المركزية والقرص البصري. اللطخة المركزية هي تراجع في الشبكية مقابل العدسة مباشرة، وهي مليئة بخلايا مخروطية. ومسؤولة إلى حد كبير عن رؤية الألوان لدى البشر، وتؤمن حدة البصر الضرورية في القراءة. القرص البصري، الذي يشار إليه أحيانًا باسم النقطة العمياء التشريحية، هو نقطة على شبكية العين حيث يخترق العصب البصري شبكية العين للاتصال بالخلايا العصبية على وجهها الداخلي. لا توجد خلايا حساسة للضوء في هذه النقطة، وبالتالي فهي «عمياء». تتمادى شبكية العين مع ظهارة الجسم الهدبي والظهارة الخلفية للقزحية.
- بالإضافة إلى العصي والمخاريط، فإن نسبة صغيرة (لدى حوالي 1-2% من البشر) من خلايا العقدة في شبكية العين هي نفسها حساسة للضوء من خلال احتوائها على صباغ الميلانوبسين. هذه الخلايا بشكل عام أكثر حساسية للضوء الأزرق، حوالي 470-485 نانومتر. يتم إرسال المعلومات الخاصة بها إلى النوى فوق التصالب، وليس إلى المركز البصري، من خلال القناة الشبكية الوطائية التي يتم تشكيلها أثناء خروج المحاور العصبية الحساسة للميلانوبسين من العصب البصري. هذه الإشارات الضوئية هي التي تنظم إيقاعات الساعة البيولوجية في الثدييات وعدة حيوانات أخرى. لدى العديد من الأفراد فاقدي البصر -وليس جميعهم- نظام يوماوي يتم تعديله يوميًا بهذه الطريقة. لدى خلايا الشبكية العقدية الحساسة الجوهرية وظائف أخرى أيضًا، مثل التنبيه إلى تغيير قطر الحدقة في ظروف الإضاءة المتغيرة.

## الأقسام الأمامية والخلفية
يمكن تقسيم عين الثدييات أيضًا إلى قسمين رئيسين: القسم الأمامي والقسم الخلفي.
يشكل الجزء الأمامي السدس الأمامي من العين الذي يتضمن البنى الواقعة أمام الجسم الزجاجي: القرنية، والقزحية، والجسم الهدبي، والعدسة.
ويوجد ضمن الجزء الأمامي وسطين سائلين هما:
- الغرفة الأمامية بين الوجه الخلفي للقرنية (أي البطانة القرنية) والقزحية
- الغرفة الخلفية بين القزحية والوجه الأمامي للجسم الزجاجي.[6]

يملأ الخلط المائي المساحات داخل القسم الأمامي ويؤمن المواد الغذائية للبنى المحيطة، ويتخصص بعض أطباء العيون في علاج أمراض واضطرابات الجزء الأمامي.
يشكل الجزء الخلفي السدس الخامس الخلفي للعين، ويشمل غشاء الجسم الزجاجي الأمامي وجميع البنى البصرية الواقعة خلفه: الجسم الزجاجي، وشبكية العين، والمشيمية، والعصب البصري.
يبلغ نصف قطر القسمين الأمامي والخلفي 8 مم و12 ملم على التوالي، وتسمى نقطة التقاطع بالحوف.
يوجد على الوجه الآخر للعدسة الخلط الثاني وهو الخلط المائي المحدود من جميع جوانبه بالعدسة والجسم الهدبي والأربطة المعلقة والشبكية. يسمح الخلط المائي للضوء بالمرور دون انكسار، ويساعد في الحفاظ على شكل العين ويبقي العدسة الرقيقة معلقة. تحتوي الشبكية لدى بعض الحيوانات على طبقة عاكسة تسمى البساط الشفاف؛ تسمح هذه الطبقة بزيادة كمية الضوء التي تتلقاها الخلايا الحساسة للضوء ما يؤمن رؤية أفضل للحيوان في ظروف الإضاءة المنخفضة.